# Zlatko Čajkovski
Zlatko "Čik" Čajkovski (Zagreb, 24. studenog 1923. – München, 27. srpnja 1998.), hrvatski i jugoslavenski nogometni reprezentativac i nogometni trener.
Brat Željko također je bio nogometaš i reprezentativac bivše Jugoslavije. "Čik" je najveće uspjehe postigao kao trener klubova FC Bayern München, 1. FC Köln i Kickers Offenbach. Umro je u Münchenskoj bolnici od dijabetesa, pokopan je u Beogradu.

## Igračka karijera

### Klupska karijera
Igrao je za HAŠK, Partizan iz Beograda, 1. FC Köln i Hapoel iz Haife. Igrajući za beogradski Partizan osvojio je 2 prvenstva Jugoslavije (1946./47., 1948./49.) i 3 kupa (1947., 1952., 1954.).

### Reprezentativna karijera
Za odabrano hrvatsku nogometnu reprezentaciju nastupio je dva puta (1. studenog 1942. u Stuttgartu protiv Njemačke, 1:5, i 6. lipnja 1943. u Bratislavi protiv Slovačke, 3:1).
Za reprezentaciju bivše Jugoslavije nastupio je 55 puta, s kojom je sudjelovao na Olimpijskim igrama 1948. u Londonu i 1952. u Helsinkiji, osvojivši oba puta srebrnu medalju, nastupio je i na dva Svjetska prvenstva 1950. i 1954. 
Godine 1953. nastupio je u momčadi FIFA–e protiv Velike Britanije (4:4), s Bernardom Vukasom, Vladimirom Bearom i Brankom Zebecom.

## Trenerska karijera
Diplomirao je za zvanje nogometnog trenera na Njemačkoj športskoj akademiji u Kölnu, u klasi profesora Hennes Weisweilera.
Svoj prvi veliki trenerski uspjeh ostvaruje osvojivši prvenstvo SR Njemačke 1962. s 1. FC Kölnom. 1963. preuzima FC Bayern München, kojeg iz druge dovodi u prvu ligu, dva puta osvaja njemački kup, te jednom europski Kup pobjednika kupova, pobijedivši u finalu škotskog Glasgow Rangers FC 1967. godine. Kroz tadašnju momčad su se dokazali danas legendarni njemački internacionalci, vratar Sepp Maier, Franz Beckenbauer i Gerd Müller, koji su tada, iako 20-ogodišnjaci, činili okosnicu jedne od najjačih europskih momčadi.
Poslije toga "Čik" Čajkovski je trenirao Hannover 96, 1. FC Nürnberg, Kickers Offenbach, s kojima je kao drugoligašima osvojio njemački kup 1970. godine. Nakon toga vodi zagrebački Dinamo i 1. FC Nürnberg. Ponovo se vraća u 1. FC Köln i onda opet u Kickers Offenbach. Odlazi u Švicarsku preuzeti FC Zürich (1978. – 1980.), pa FC Grenchen (1980.). Zadnja momčad koju je vodio bio je Grazer AK 1981. godine.

## Zanimljivosti
Nadimak Čik (opušak) dobio je zbog svog omanjeg rasta, naime bio je visok samo 164 cm. Zlatko Čajkovski ima i jedan nastup u prijateljskoj utakmici za Hajduk, ali bez zgoditka.